# 南非單鰭電鰩
南非單鰭電鰩（學名：Narke capensis），又稱南非單鰭電鱝，為軟骨魚綱電鰩目單鰭電鰩科單鰭電鰩屬的一種，德國博物學家Johann Friedrich Gmelin於 1789年在《Systema Naturae》第 13版中描述了本種。分布於南非東開普省和西開普省到納米比亞中部海域，深度20至183公尺，本魚胸鰭盤寬度大於長度，形狀幾乎呈圓形，頭部兩側的皮膚有兩個巨大的腎形電子器官，眼睛小且突出，較大的氣孔緊接在後，邊緣有三個的小突起，鼻孔之間有一條長裙狀的皮瓣，一直延伸到嘴巴，嘴巴周圍有明顯的皺紋，牙齒小又尖，有五對小鰓縫，大而寬的腹鰭具有凸形邊緣，腹鰭上方有一個圓形背鰭，尾巴短而粗，兩側有一條皮膚褶皺，尾鰭呈三角形，其上下幾乎對稱，背部顏色從黃棕色到暗棕色，尾巴上表面的部分是淡黃色，腹面為白色至黃色，魚鰭邊緣為褐色，體長可達38公分，棲息在大陸棚沙泥底質海域，為底棲性魚類，屬肉食性，以多毛類為主食，體內的發電器官，可能用來防禦或捕食，生活習性不明。